# Чигиринское водохранилище (Беларусь)
Чигири́нское водохранилище (бел. Чыгіры́нскае вадасховішча) — водохранилище в Могилёвской области Беларуси, расположено на границе Кировского и Быховского районов, на реке Друть, в 30-32 км к востоку от города Кировск, возле деревни Чигиринка. Создано в 1960 году. Площадь зеркала — 21,1 км², объём воды — 0,06 км³, площадь водосборного бассейна — 3,7 км², максимальная глубина 8,1 м. Используется в энергетических целях (Чигиринская ГЭС), лесосплава и для создания условий активного отдыха. Берега в приплотинной части абразивные, справа — высокие, слева — пологие. Дно — заболоченная пойма Друти, в основном выстлано торфом и заиленным песком. Есть остров площадью 0,37 км².
Замерзает в начале декабря, лёд (толщина до 55 см) держится до начала апреля. Проточность большая, объём водной массы обновляется на протяжении 27 суток.
Зарастает, особенно сильно в северной части. Водохранилище — места занятий гребным, водно-моторным и др. видами спорта, популярное место рыбалки. В водоеме водится лещ, щука, плотва, окунь. На берегу расположены санатории, детские тур. лагеря, охотничье-рыболовная база.

## Населённые пункты
На берегах водохранилища находятся деревни Галеевка, Грудичино, Чечевичи, Проточное, Чигиринка, Подлужье, Коровчино, Болоновка, Короткие.